# Kinderweisheit und Männertorheit

Lew Tolstoi, Porträt von Iwan Kramskoi, 1873

Kinderweisheit und Männertorheit, auch Die Mädchen waren klüger als die Erwachsenen und Die Kinder sind klüger als die Alten  (russisch Девчонки умнее стариков, Dewtschonki umneie starikow), ist eine Kurzgeschichte von Lew Tolstoi, die im Mai 1885 entstand und im November desselben Jahres publiziert wurde. 1982 kam der Text im 4. Lesebuch des 10. Bandes Powesti und Erzählungen 1872–1886 in der 22-bändigen Tolstoi-Ausgabe im Verlag für Künstlerische Literatur in Moskau heraus.

## Inhalt
Die Episode – eine Parabel auf die Vergebung – illustriert den Bibelspruch „Wenn ihr nicht umkehrt und werdet wie die Kinder, werdet ihr nicht in das Himmelreich hineinkommen.“
Während der Schneeschmelze in der Karwoche planschen zwei kleine Mädchen – Malchen und Akulinchen – mitten auf der Dorfstraße in einer großen Pfütze. Da sie von ihren Müttern herausgeputzt wurden, dürfen sie sich nicht beschmutzen. Es passiert aber dem Akulinchen trotzdem. Der durch Malchens Hand bespritzte neue Sarafan wird Anlass für einen Streit der beiden Mütter. Die Väter mischen sich ein. Mehrere Männer kriegen sich auf der Dorfstraße in die Haare. Derweil ritzen Malchen und Akulinchen mit einem Stock eine Rinne von der Pfütze in Richtung Straßenrand. Während sich beide über ihr funktionierendes „Bächlein“ freuen, erreicht die Schlägerei der Männer ihren Höhepunkt. Akulinchens Großmutter tritt herzu und ermahnt die törichten Bauern mit oben aufgeführtem Spruch.

## Deutschsprachige Ausgaben
- Die Kinder sind klüger als die Alten. Deutsch von Arthur Luther. S. 152–154 in: Gisela Drohla (Hrsg.): Leo N. Tolstoj. Sämtliche Erzählungen. Fünfter Band. Insel, Frankfurt am Main 1961 (2. Aufl. der Ausgabe in acht Bänden 1982)